# Doboka vármegye

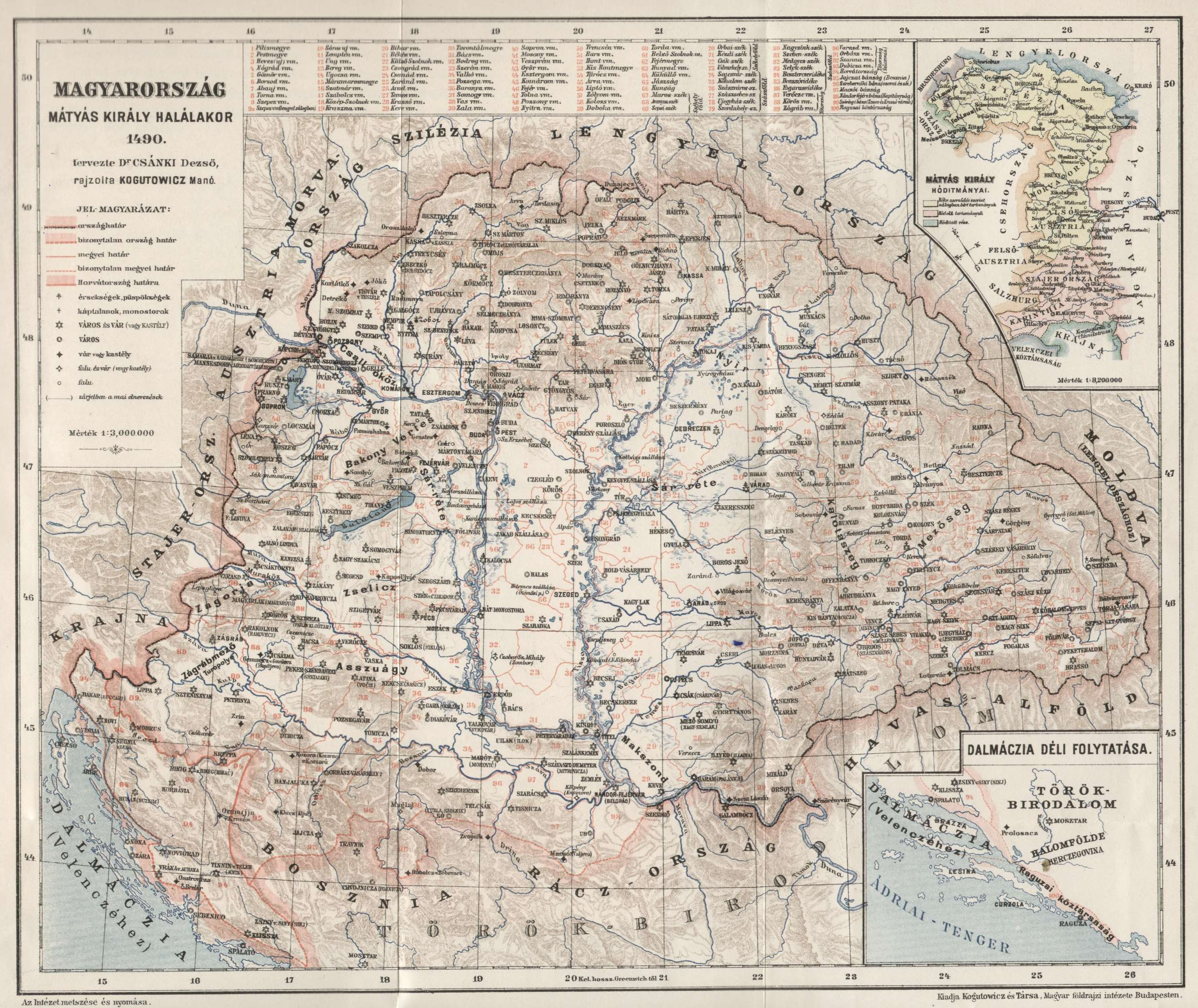
Csánki Dezső–Kogutowicz Manó: Magyarország Mátyás király halálakor

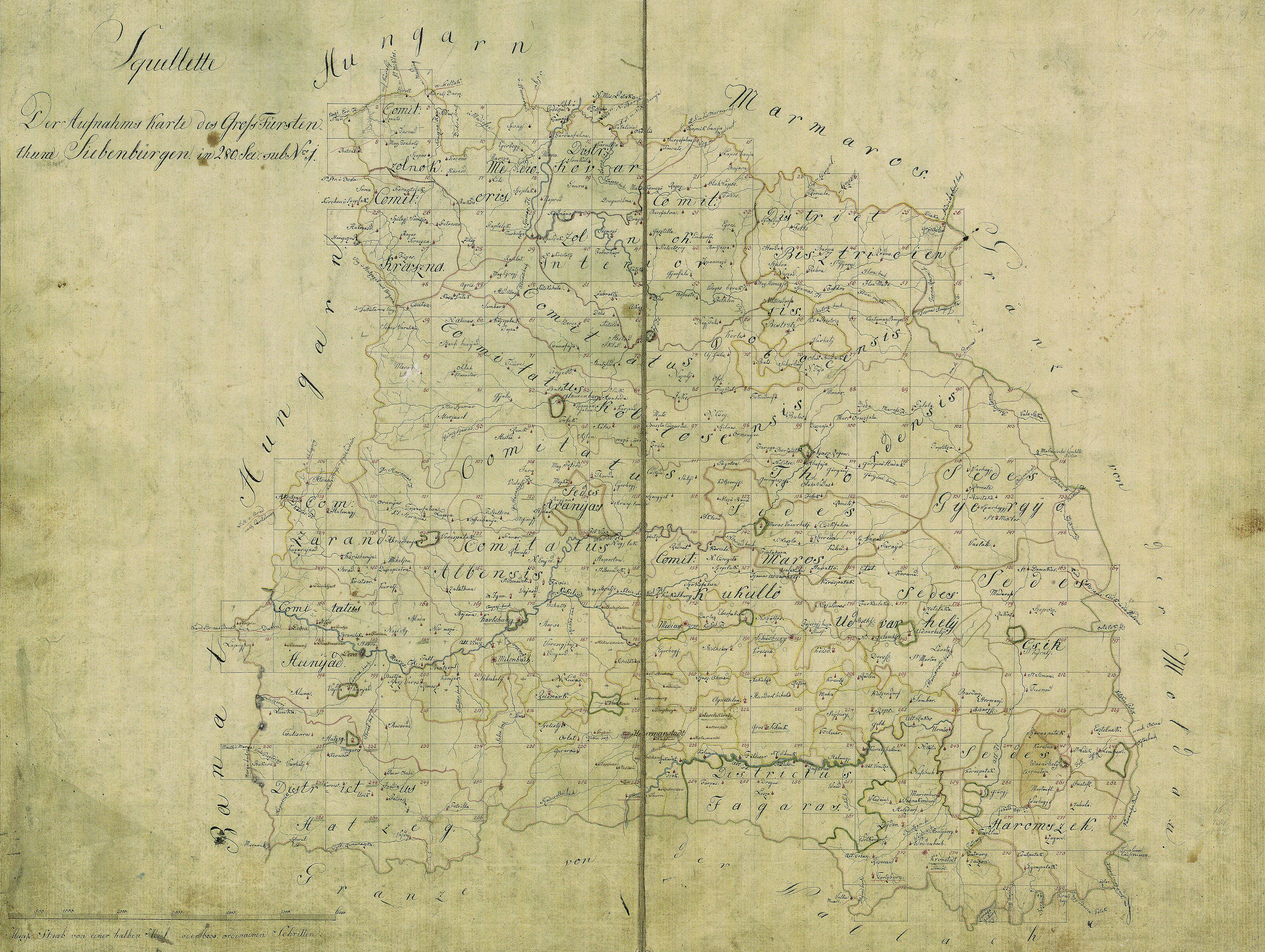
Doboka vármegye az első katonai felmérés térképének részletén, 1782-85

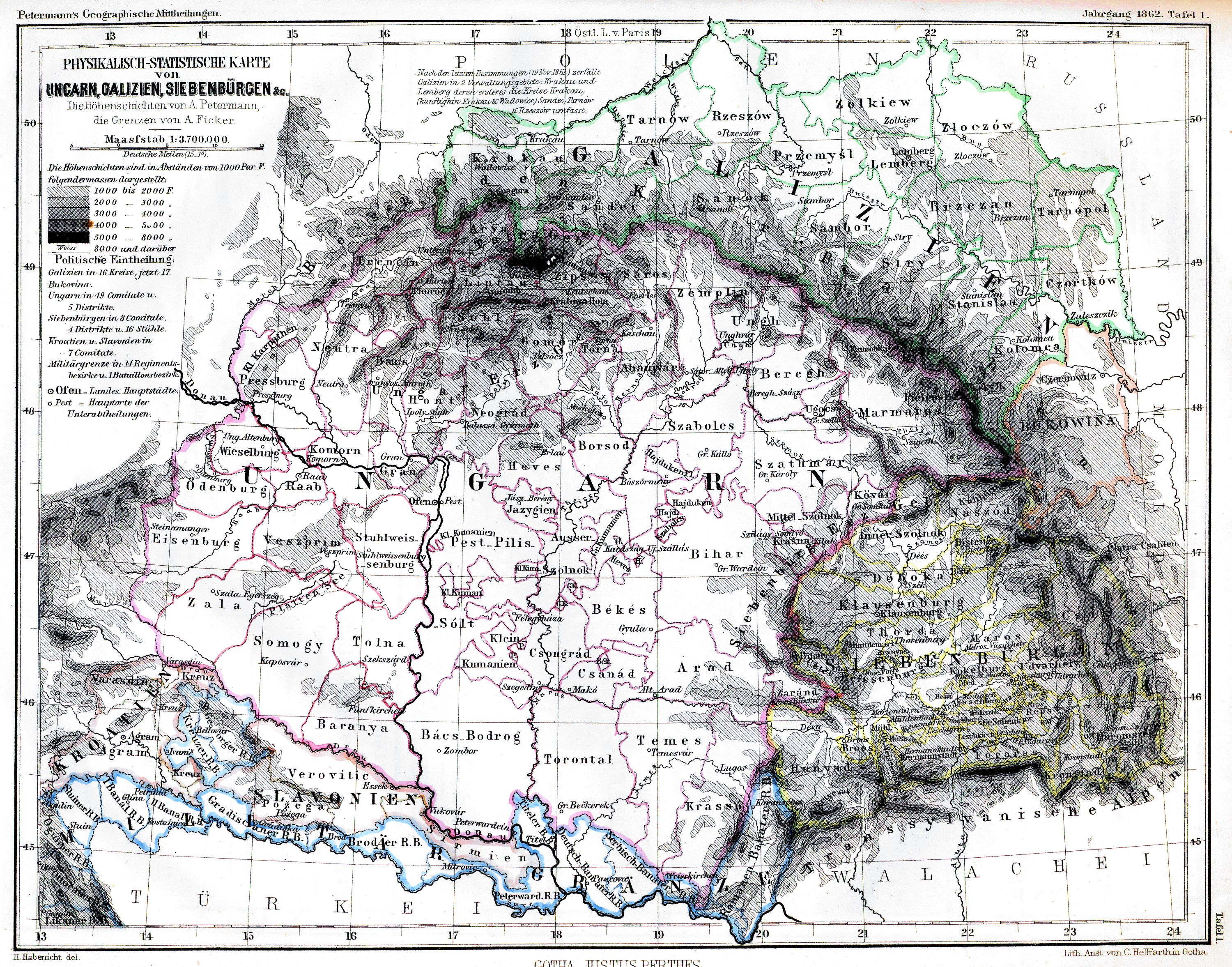
Közigazgatási egységek egy 1862-es térképen

Doboka vármegye egyike az 1876-os megyerendezés során megszűnt erdélyi történelmi vármegyéknek.

## Fekvése
A vármegye Erdély északi részén, kelet-nyugati irányban hosszan elnyúló, észak-déli irányban keskeny sávot alkotó területen feküdt. Kezdetben magában foglalta a később kialakult és önállósult szászok lakta Beszterce-vidéket.

## Nevének eredete
A vármegye a nevét a megye központjáról, a Doboka várról kapta. A Doboka név eredetéről két elmélet létezik. Az egyik elmélet szerint a szó az ószláv eredetű dluboku, duboka szóból származik, melynek jelentése "magas hegyek közt, mély völgy". A másik elmélet szerint, nevét első ispánja, Doboka után kapta, aki Anonymus szerint I. István katonai vezetője, és Csanád vezér apja volt.

## Története
Ispánja először 1164-ben tűnik fel írott forrásokban. Közigazgatási területe a 12.-13. századra állandósult. Előzménye a honfoglaló Zsombor nemzetség szállásterülete volt a széki sóbányával, központjában a később Doboka nevet kapott várral. Az államalapításkor I. István a Zsombor nemzetségtől elvette szállásterülete kétharmadát a nemzetségi földvárral együtt, melybe királyi ispánként Csanád apját, Dobokát ültette. Az így létrejött  vármegye határispánság lett határvédelmi feladatokkal, melyre Göckapusa, Gyepűserdő, Nagykapus, Őrmező, Tótőr helynevek utalnak.
II. Géza korától határvédelmi céllal szászokat és vallonokat telepítenek be, de ezek sem tartoztak a királyi várszervezethez. A főesperességről 1213-tól ismerünk adatokat.  A vármegye lakosságának a nagy része az 1241-es tatár (mongol) támadások során elpusztult, újratelepítésük pedig a magánbirtok további erősödését jelentette. 1279-ben Doboka várát és a környező várbirtokokat a Kökényes-Rénold nemzetségbeli Miked szörényi bán és dobokai ispán kapta, ami a királyi vármegye végleges fölbomlását jelentette. A vármegye plébániái az erdélyi egyházmegyéhez tartoztak.
Román lakosságára 1332 óta van adat, korábban, az Árpád-korban a németen kívül gyér szláv lakossága volt. A legnagyobb települései ekkoriban Bonchida, Buza, Doboka, Drág, Nagysalyó, és Szék. Birtokviszonyai I. Károly idején átrendeződtek. A nemesi vármegye első jeleként Doboka vármegyei szolgabírákat ismerünk 1315-ből. A szolgabírák száma általában kettő, szemben a magyarországi néggyel, ami az erdélyi vármegyéknél szokásos alsó és felső járásnak felelt meg. Első ismert oklevele 1332-ből való. A 14. században a megyegyűlések székhelye Bonchida volt, és ekkoriban kezdett Bonchida vármegyei központtá fejlődni.
A 14.-15. századra kiépült a vármegye tisztikara: a főispánt az erdélyi vajda nevezte ki, helyettesét a vármegye választotta. 1479-ből jegyzőjéről, 1499-ből pedig adószedőjéről (exactor, rovó) van adatunk. 1471: a király előtt fölmutatott kiváltságlevelek szerint Székakna kiváltságai azonosak Budával, Esztergommal és Kolozsvárral. Szék a későbbiekben is mindig kiváltságokat élvezett, az erdélyi országgyűlésre külön követet küldött. Az I. Mátyás elleni lázadás (1467) leverése után a birtokviszonyok alaposan megváltoztak.
1556 után az Erdélyi Fejedelemség része. Az erdélyi közigazgatás sajátosságainak megfelelően a vármegye két járása, és négy-négy körre tagolódott. A megyének járó ingyenmunkaerőt 1556-ban Betlen és Szamosújvár, 1665-ben pedig Dés megerősítésének építkezéseihez rendelték. Címerét 1748-ban állapították meg, korábbi címerhasználata nem ismert. II. József 1784-es közigazgatási reformja a vármegye területét megszüntette, Belső-Szolnok és Torda között osztotta föl, de 1791-ben visszaállították azt.
Az 1848-49-es harcok során a vármegye levéltára elpusztult. Ugyanebben az évben a nemesi vármegye joghatósága megszűnt, de határai változatlanok maradtak. A szabadságharc leverése után az osztrákok Erdélyt hat kerületre osztották, így a megye önállósága megszűnt, de ezt 1861-ben helyreállították. Az 1876. évi XXXIII. törvénycikk értelmében, Dés székhellyel, belső-Szolnokkal és Kővár-vidék egy részével, Szolnok-Doboka vármegyévé alakult. Területének többi része Beszterce-Naszód, Kolozs és Szilágy vármegyékhez került.

## Lakossága
1869: Lakossága 106.403 fő. A 6 éven felüliek anyanyelve: 84.281 fő román, 17.284 fő magyar, 4803 fő német.
1870-ben 106.430 lakosa volt, melyből 63.119 (59,3%) görög katolikus, 19.678 (18,5%) ortodox, 13.622 (12,8%) református, 4.662 (4,4%) evangélikus, 2.946 (2,8%) izraelita, 2.221 (2,1%) római katolikus és 182 egyéb vallású. 77,5% román, 15% magyar, 4,5% német és 2,8% zsidó nemzetiségű.